# Acer (tập đoàn)
Acer Inc. (/ˈeɪsər/; tiếng Trung: 宏碁股份有限公司; pinyin: Hóngqí Gǔfèn Yǒuxiàn Gōngsī, Hongqi Corporation Ltd.; hay Tập đoàn Hoành Kì, thường gọi là acer) là tập đoàn đa quốc gia về thiết bị điện tử và phần cứng máy tính của Đài Loan có trụ sở tại Tịch Chỉ, Tân Bắc, Đài Loan.
Các sản phẩm của Acer bao gồm các loại máy tính để bàn và laptop (trong đó có loại máy 2 trong 1 và Chromebook), máy tính bảng, server, các thiết bị lưu trữ, các thiết bị thực tế ảo, màn hình hiển thị, smartphone, các thiết bị ngoại vi cũng như máy tính gaming và phụ kiện dưới thương hiệu Predator. Hãng cung cấp các thiết bị phục vụ thương mại điện tử cho các doanh nghiệp, chính phủ và người tiêu dùng. Acer là nhà cung cấp PC lớn thứ 5 thế giới tính theo doanh số bán hàng, tính đến tháng 9 năm 2022.
Vào đầu những năm 2000, Acer thực hiện mô hình kinh doanh mới, chuyển từ một nhà sản xuất sang thiết kế, tiếp thị và phân phối các sản phẩm, cùng với việc thực hiện quá trình sản xuất qua hợp đồng với các đơn vị sản xuất. Ngoài việc kinh doanh chính của mình, Acer còn có một bộ phận kinh doanh mới tập trung vào việc tích hợp các dịch vụ và nền tảng đám mây cũng như phát triển điện thoại thông minh và thiết bị có sử dụng IoT.

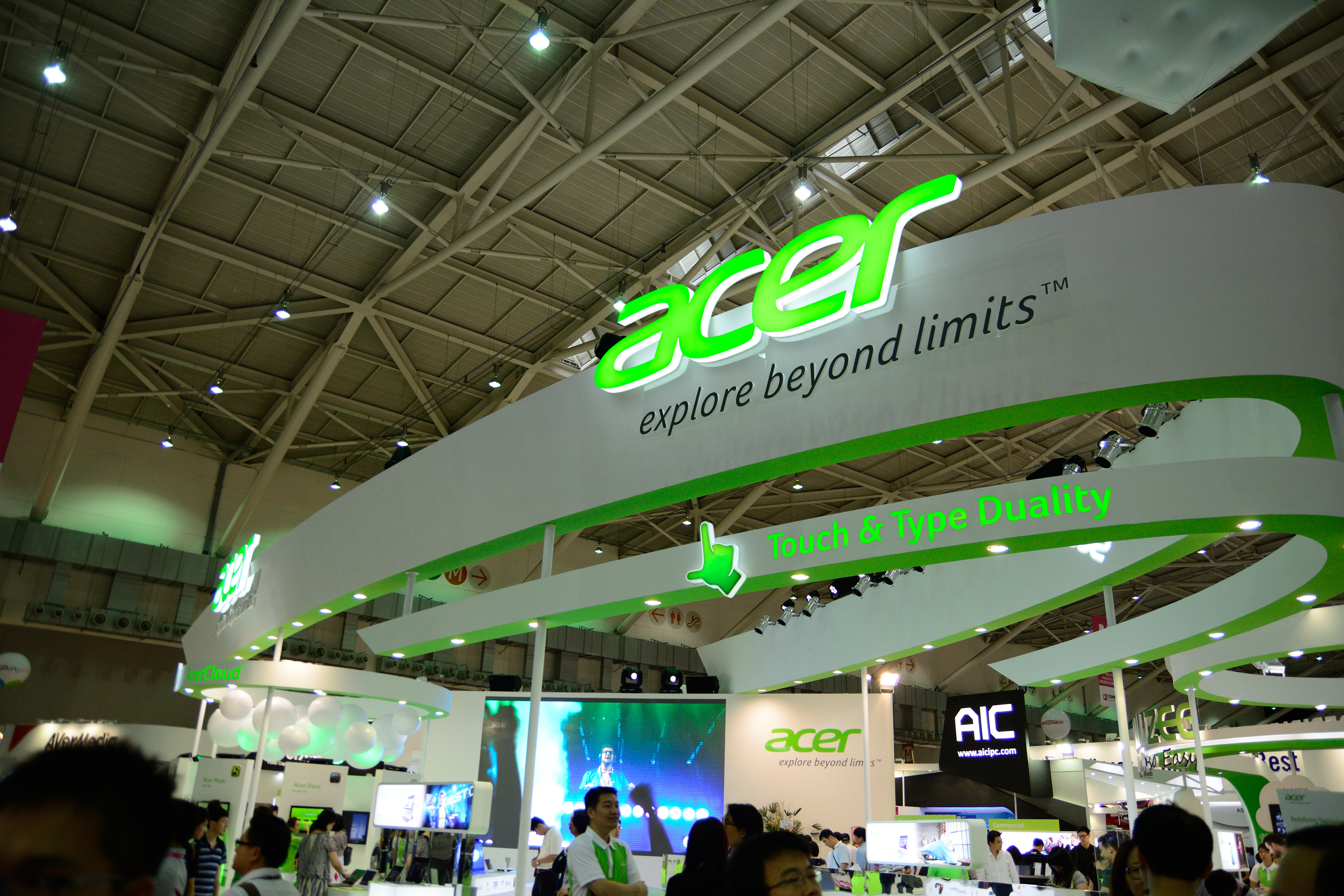
Gian triển lãm của Acer tại Computex Đài Loan tháng 6 năm 2013

Slogan của Acer là "explore beyond limits" - khám phá vượt giới hạn.

## Lịch sử
Acer được thành lập ngày 1 tháng 8 năm 1976 bởi Thi Chấn Vinh (Stan Shih, 施振荣), vợ ông Carolyn Yeh và một nhóm năm người khác với tên gọi ban đầu là Multitech. Acer hoạt động ban đầu chỉ với 11 nhân viên với 25.000 đô la Mỹ vốn, trụ sở đặt tại thành phố Tân Trúc, Đài Loan. Ban đầu, công ty chủ yếu là nhà phân phối các bộ phận điện tử và tư vấn trong việc sử dụng các công nghệ vi xử lý. Công ty đã sản xuất bộ công cụ đào tạo Micro-Professor MPF-I, sau đó là hai bản sao Apple II–Microprofessor II và III - trước khi gia nhập thị trường các thiết bị tương thích với PC của IBM và trở thành một nhà sản xuất PC quan trọng. Công ty được đổi tên thành Acer vào năm 1987 sau khi chuyển sang sản xuất máy tính cá nhân.
Năm 1998, Acer tái cấu trúc công ty với 5 mảng chính: Nhóm dịch vụ quốc tế (Acer International Service Group), nhóm dịch vụ Acer Sertek (Acer Sertek Service Group), nhóm bán dẫn Acer (Acer Semiconductor Group), nhóm sản phẩm thông tin Acer (Acer Information Products Group) và nhóm ngoại vi Acer (Acer Peripherals Group). Để xua tan những lời phàn nàn từ khách hàng rằng Acer đã cạnh tranh với các sản phẩm của chính họ không lành mạnh và để giảm bớt tính chất cạnh tranh của hoạt động kinh doanh bán hàng có thương hiệu với các doanh nghiệp sản xuất theo hợp đồng, công ty đã tách hoạt động kinh doanh theo hợp đồng vào năm 2000 và đổi tên thành Wistron Corporation. Việc tái cấu trúc dẫn đến việc có 2 đơn vị chính: bán theo thương hiệu và sản xuất theo hợp đồng. Năm 2001, công ty đã bán 2 đơn vị sản xuất là BenQ và Wistron để tập trung nguồn lực vào thiết kế và bán hàng.
Acer tăng nhanh doanh số bán hàng trên toàn thế giới đồng thời giảm lực lượng lao động bằng các chiến lược tiếp thị trên các kênh phân phối hiện có của họ. Đến năm 2005, Acer đã tuyển dụng được 7.800 người trên toàn thế giới. Doanh thu tăng từ 4,9 tỷ USD năm 2003 lên 11,31 tỷ USD năm 2006.
Thị phần tại khu vực Bắc Mỹ của Acer đã giảm trong vài năm qua, trong khi tại châu Âu, thị phần của công ty lại tăng trưởng khả quan.
Acer bắt đầu thâm nhập vào máy tính xách tay bằng việc mua bộ phận máy tính di động Texas Instruments năm 1997. Vào giữa thập niên 2000, laptop gần như là động lực tăng trưởng duy nhất cho ngành công nghiệp PC và chi phí đầu tư đặc biệt thấp của Acer cũng như sự cống hiến đã khiến hãng trở thành một trong những người hưởng lợi chính từ xu hướng này. Acer đã phát triển nhanh chóng ở châu Âu một phần nhờ sử dụng nhiều kênh phân phối truyền thống hơn nhắm đến người tiêu dùng khi một số đối thủ khác theo đuổi theo doanh số bán hàng trực tuyến và khách hàng doanh nghiệp. Năm 2007 Acer mua lại Gateway của Mỹ với giá 710 triệu USD và trở thành nhà cung cấp máy tính lớn thứ ba thế giới sau HP và Dell. Năm 2008 Acer mua lại 75% cổ phần của nhà sản xuất châu Âu Packard Bell với giá 45,8 triệu USD - sự thành công của Acer trong vụ mua lại Packard Bell có một phần đóng góp rất lớn từ Gateway. Acer đã phấn đấu trở thành nhà cung cấp PC lớn nhất thế giới với niềm tin rằng mục tiêu này có thể giúp hãng đạt được hiệu quả kinh tế nhờ quy mô và thu được tỷ suất lợi nhuận cao hơn. Tuy nhiên, việc phụ thuộc vào thị trường PC số lượng lớn, giá trị thấp như vậy đã khiến Acer bị ảnh hưởng khi thói quen mua hàng thay đổi.
Năm 2008, Acer có doanh thu 16,65 tỷ đô la Mỹ, lợi nhuận ròng 358 triệu đô la Mỹ, 5300 nhân viên. 
Hiện tại Acer vẫn là một trong những nhà sản xuất máy tính hàng đầu Châu Á và thế giới.
Vào tháng 9 năm 2018, Acer đã tách đơn vị tiện ích thông minh GadgeTek Inc. sản xuất Leap Beads, tràng hạt thông minh theo dõi sức khỏe.
Vào năm 2019, Acer đã công bố nền tảng xã hội eSport PLANET9.gg, nhằm mục đích cung cấp công cụ phân tích trò chơi, các cuộc thi do cộng đồng tổ chức và các trải nghiệm xã hội.

### Tái cơ cấu năm 2013
Tháng 11 năm 2013, Chủ tịch và CEO J.T. Wang cùng với giám đốc Jim Wong đồng loạt rời Acer sau khi công bố báo cáo tài chính giảm sút. Wang được cho là sẽ rời Acer vào cuối năm và sẽ kế nhiệm bởi Wong. Đồng sáng lập Thi Chấn Vinh đảm nhiệm vị trí chủ tịch HĐQT và chủ tịch lâm thời sau sự ra đi của Wang và Wong, đồng thời bắt đầu tìm kiếm những ứng cử viên mới đảm nhận vai trò CEO và chủ tịch. Ngày 23 tháng 11, Jason Chen - phó chủ tịch bán hàng và tiếp thị toàn cầu của TSMC trở thành CEO mới của Acer từ ngày 1 tháng 1 năm 2014.

## Các thương vụ mua lại và liên doanh
- Năm 1988, Acer mua lại hãng Counterpoint Computers.
- Năm 1990, Acer mua lại Altos Computer Corporation, có trụ sở tại California, Mỹ.
- Năm 1993, Acer mua lại mảng máy tính của Commodore International, có trụ sở tại Pennsylvania, Mỹ.
- Năm 1997, Acer mua lại mảng sản xuất notebook của Texas Instruments, có trụ sở tại Dallas, Texas, Mỹ.
- Ngày 27 tháng 8 năm 2007, Acer mua lại Gateway Inc. của Mỹ với giá 710 triệu USD đồng thời sở hữu thương hiệu eMachines. Cựu chủ tịch của Acer, J.T. Wang, tuyên bố rằng việc mua lại đã hoàn thành "dấu ấn toàn cầu của Acer bằng cách tăng cường sự hiện diện tại Hoa Kỳ".[16]
- Tháng 1 năm 2008, 75% cổ phần của Packard Bell thuộc về Acer.
- Tháng 3 năm 2008, Acer mua lại E-TEN Information Systems Co., Ltd, một nhà sản xuất Đài Loan.
- Năm 2009, Acer mua lại 29.9% cổ phần của Olidata (Italia).
- Tháng 8 năm 2010, Acer hợp tác kinh doanh máy tính cùng với và Founder Technology với bản hợp đồng dài hạn (trụ sở tại Thượng Hải, Trung Quốc).
- Tháng 7 năm 2011, Acer mua lại iGware Inc (tên cũ là BroadOn)[17] với giá 320 triệu đô la để gia nhập thị trường lưu trữ đám mây.[18] iGware đã phát triển đám mây và các công cụ hạ tầng cho các thiết bị. Đáng chú ý iGware có hợp tác với Nintendo trong một số dự án.[19]
- Tháng 9 năm 2015, Acer đã mua lại thương hiệu xe đạp sử dụng GPS Xplova.[20]
- Tháng 9 năm 2015, Acer mua lại start-up robot Jibo.[21]
- Vào tháng 3 năm 2016, Acer đã đầu tư vốn vào grandPad, nhà cung cấp các giải pháp công nghệ thiết kế dành riêng cho người cao tuổi.[22]
- Tháng 6 năm 2016, Acer thành lập liên doanh nghiên cứu thực tế ảo VR với Starbreeze AB để thiết kế, sản xuất, quảng cáo, tiếp thị và bán máy đeo thực tế ảo StarVR.[23]
- Năm 2016, Acer mua lại nhà sản xuất máy ảnh thú cưng không dây Pawbo.[24]
- Năm 2017, Acer trở thành cổ đông lớn nhất của AOPEN Inc.[25]
- Vào tháng 10 năm 2017, Acer đã mua 66,7% cổ phần của StarVR từ Starbreeze.[26]
- Vào năm 2019, Acer và Ubisoft đã hợp tác để tham gia Rainbow Six Pro League và các sự kiện eSports lớn khác với thương hiệu Predator với tư cách là nhà tài trợ PC và màn hình.[27]

## Hoạt động, quy mô

BenQ - một công ty được thành lập bởi Tập đoàn Acer

Tính điến tháng 9 năm 2022, Acer có hơn 7.713 nhân viên trên toàn thế giới, hoạt động tại 40 quốc gia và vùng lãnh thổ.

### Australia
Công ty con Acer Computer Australia (ACA) được thành lập vào năm 1990 và hiện là nhà cung cấp máy tính cá nhân lớn thứ ba tại Úc, sau Hewlett-Packard Australia và Dell Australia và New Zealand. ACA có thị phần tổng thể cao nhất của Úc về doanh số bán laptop và máy tính bảng. Công ty cũng là nhà cung cấp PC hàng đầu của Úc trong thị trường giáo dục và chính phủ. Acer Computer Australia có 480 nhân viên tính đến năm 2006.
Công ty sửa chữa, lắp ráp và sản xuất laptop và máy tính để bàn đóng tại Sydney.

### Châu Âu
Tại Châu Âu, trụ sở của Acer được đặt tại Lugano, Thụy Sĩ. Từ cuối những năm 1990 đến giữa những năm 2000, Acer có các nhà máy máy tính ở châu Âu. Khu vực kinh doanh là toàn bộ khu vực EMEA. Ở Hà Lan dưới tên Acer IMS bv có hai nhà máy: nhà máy máy tính xách tay Acer ở Den Bosch và nhà máy máy tính để bàn Acer và IBM ở Tilburg. Acer cũng có các cơ sở ở Đức dưới tên IMS ở Ahrensburg và Hamburg. Máy tính Acer cũng được lắp ráp tại Mingachevir, Azerbaijan.

### Ấn Độ
Công ty con của Acer ở Ấn Độ là Acer India (Pvt) Limited, được thành lập vào năm 1999 tại bang Bangalore. Đây là một nhà cung cấp đáng chú ý trong các phân khúc chính như giáo dục, máy tính để bàn và laptop cấu hình thấp dành cho giáo dục.

### Indonesia
PT Acer Indonesia là một công ty con thuộc sở hữu của Acer và phân phối các sản phẩm thông qua PT Dragon Computer & Communication. Acer hiện là nhà cung cấp máy tính lớn thứ hai ở Indonesia. Trong quý 1 năm 2016, Acer đã ghi nhận hơn 81% thị phần tablet chạy hệ điều hành Windows tại Indonesia.

### Bắc Mỹ
Trụ sở chính tại Bắc Mỹ của Acer America Corporation tại San Jose, California. Các hoạt động R&D, kỹ thuật, sản xuất và tiếp thị của Acer tại Mỹ và Canada do Acer America quản lý và thực hiện. Trụ sở chính tại Mỹ được thành lập với chỉ 3 nhân viên vào năm 1985, với tên gọi Multitech Electronics USA, đóng tại Mountain View, California. Năm 1986, trụ sở được chuyển đến San Jose, California.

## Tài trợ
- Acer tài trợ cho đội đua công thức 1 BAR - Honda Formula One (năm 2000),[32] đội đua Prost Grand Prix Formula One (năm 2001) và đội đua Ferrari cũng được gắn huy hiệu Acers.
- Acer tài trợ cho đội đua Công thức 1 Ferrari Formula 1 từ năm 2003 đến 2012 (chính thức từ năm 2006) và là nhà tài trợ hàng đầu của Câu lạc bộ bóng đá FC Internazionale - Milano (Inter Milan). Từ 2007 đến 2009, Acer là nhà tài trợ chính thức của FC Barcelona.[33] Vào ngày 19 tháng 3 năm 2007, Acer tuyên bố sẽ tài trợ cho Đội đua Factory Fiat Yamaha cho giải vô địch thế giới MotoGP 2007. Từ năm 2009, Packard Bell (thành viên của Tập đoàn Acer) là nhà tài trợ của đội đua Yamaha Factory.[34]
- Năm 2010, Acer tài trợ cho Army United FC, một đội bóng ở giải Ngoại hạng Thái Lan.
- Acer là đối tác hàng đầu cho Thế vận hội Olympic mùa đông Vancouver 2010, Thế vận hội Olympic trẻ Singapore và Thế vận hội Mùa hè London 2012.[35]
- Vào ngày 18 tháng 6 năm 2019, Acer Predator đã tài trợ Ubisoft Tom Clancy's Rainbow Six Siege Pro League Season X, trở thành nhà tài trợ màn hình PC chính thức của Rainbow Six Pro League và Majors.[36]

## Các dòng sản phẩm nổi bật

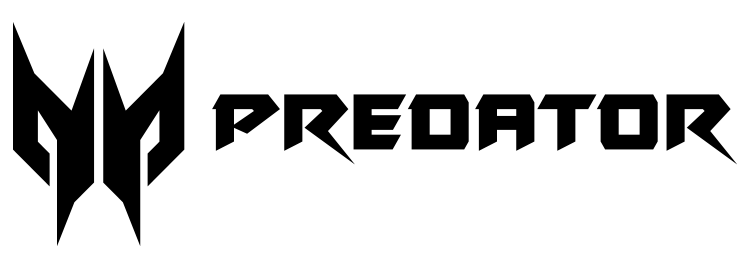
Acer Predator - thương hiệu gaming cao cấp của Acer

- Acer Extensa - Laptop cho lĩnh vực kinh doanh
- Acer Iconia - Dòng máy tính bảng
- Acer Aspire - PC dùng cho mục đích sinh hoạt, có giá thành phù hợp với đại đa số người dân bình thường
- Acer TravelMate - Laptop cho lĩnh vực kinh doanh với khối lượng nhẹ
- Acer Nitro - Laptop gaming tầm trung
- Acer Predator - Laptop và máy tính để bàn cho gaming dòng cao cấp
- Acer Aspire One - Laptop từ tầm trung đến cao cấp
- Acer Swift - Dòng notebook từ tầm trung đến cao cấp
- Acer Spin - Dòng laptop 2 trong 1 từ bình dân đến tầm trung
- Acer ConceptD - Máy tính để bàn và laptop thiết kế dành riêng cho studio và render
- Acer Veriton - Máy tính để bàn cho lĩnh vực kinh doanh dạng cao cấp
- Acer Enduro - Dòng laptop siêu bền của Acer
- Acer Endero Urban - Dòng laptop bền thứ 2 và nhẹ.

## Thương hiệu
- Aazar
- eMachines (dừng sản xuất)
- ProPack
- Gateway (dừng sản xuất)
- Packard Bell
- Pawbo
- Predator (thương hiệu laptop, màn hình, gaming gear cao cấp)
- Xplova
- Nitro

## Trách nhiệm xã hội của doanh nghiệp
Vào năm 2005, Acer công bố bản báo cáo về môi trường lần đầu tiên trong đó chỉ ra công ty đã sử dụng hướng dẫn Sáng kiến báo cáo toàn cầu (GRI). Tất cả các nhà cung cấp cấp một của Acer đều đã đạt được chứng nhận ISO 14001.
Vào tháng 11 năm 2012, Acer xếp ở vị trí thứ 4 trong số 15 về chỉ số Hòa bình xanh của các doanh nghiệp điện tử với số điểm là 5,1 điểm trên 10. Bảng xếp hạng các nhà sản xuất điện tử dựa theo chính sách và thực tiễn họ làm để giảm tác động đối với khí hậu, sản xuất các sản phẩm xanh hơn và làm cho hoạt động của chúng bền vững hơn.
Hòa bình xanh đã chỉ trích công ty vì đã không đặt ra các mục tiêu giảm phát thải khí nhà kính (GHG) như dự định trong năm 2010 và không cung cấp số liệu đối với lượng phát thải GHG mà công ty báo cáo cho các hoạt động. Công ty cũng bị điểm kém về tiêu chí vòng đời sản phẩm trong khi Hòa bình xanh lưu ý rằng tỷ lệ phần trăm sản phẩm công ty cần đáp ứng hoặc cao hơn tiêu chuẩn Energy Star thì điểm sẽ cao hơn.
Công ty đã nhận được một số lời khen khi tung ra các sản phẩm mới không chứa nhựa Polyvinyl clorua (PVC) và chất chống cháy brom hóa (BFR) đồng thời công ty đã thông báo với Hòa bình xanh rằng phần lớn các sản phẩm của họ sẽ không có PVC/BFR trong thời gian tới. Acer cũng đạt điểm cao về quản lý hóa chất khi vận động hành lang hạn chế halogen hữu cơ và được khen ngợi vì đã báo cáo về lượng khí thải GHG từ các nhà cung cấp cấp một và cấp hai của mình.
Trong báo cáo năm 2012 về tiến độ liên quan đến luật khoáng sản xung đột, Enough Project đã đánh giá Acer cao thứ 7 trong số 24 công ty điện tử tiêu dùng.
Acer đã được liệt kê trong Chỉ số thị trường mới nổi của DJSI từ năm 2014 và trong Chỉ số bền vững toàn cầu của MSCI vào năm 2015-2016.

## Hình ảnh một số sản phẩm

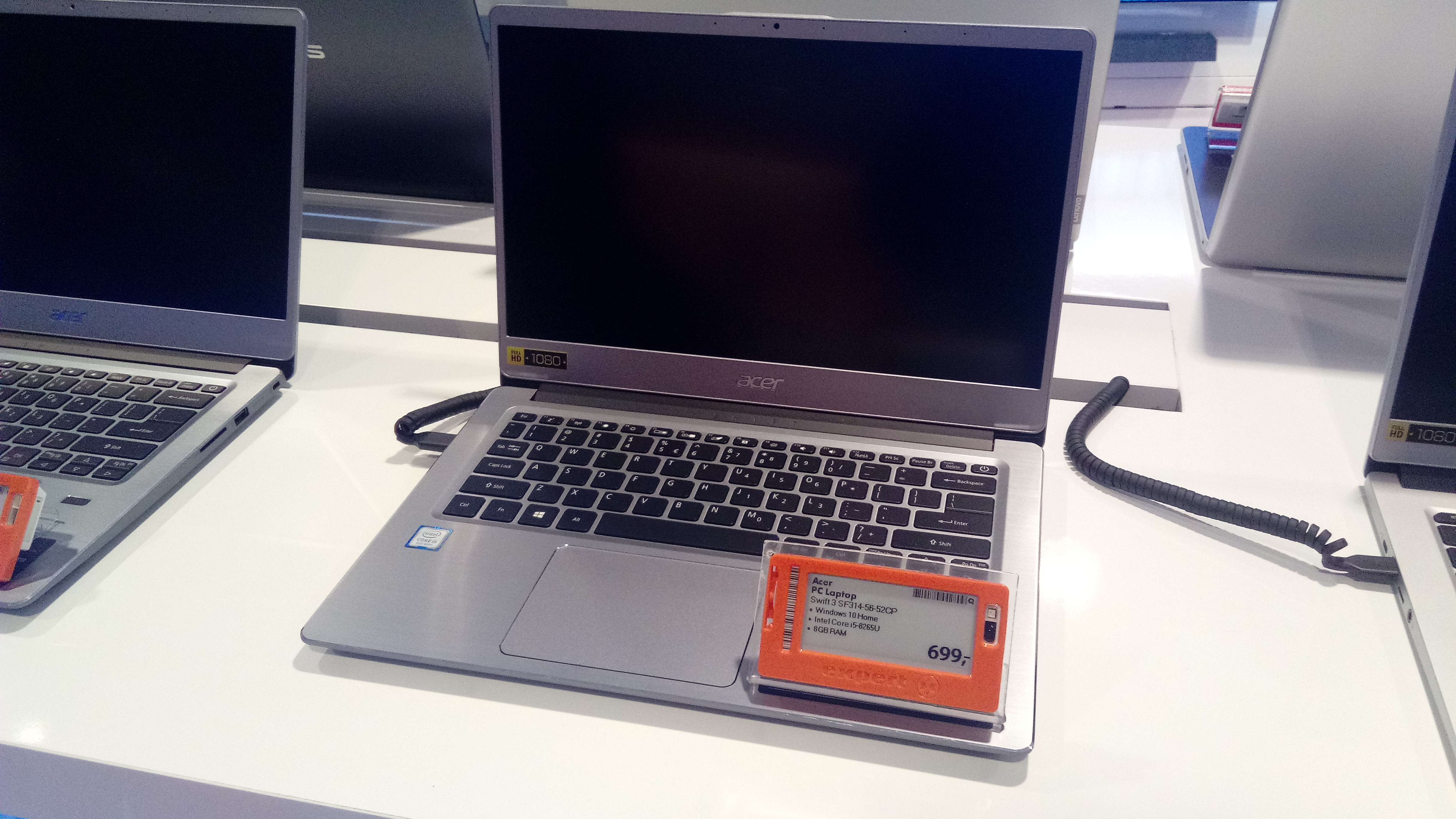
Acer Swift 3 SF314 2020
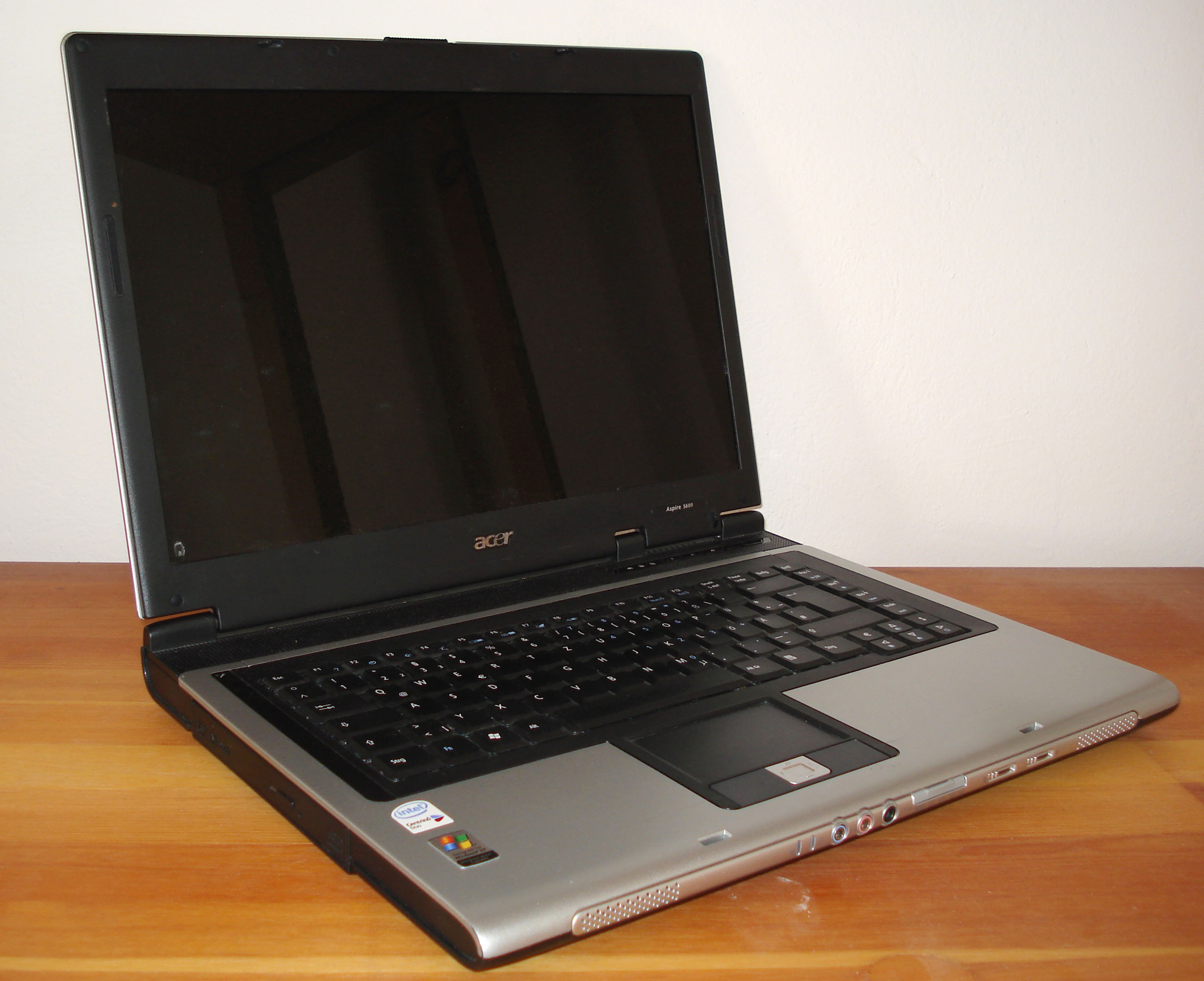
Aspire 5600
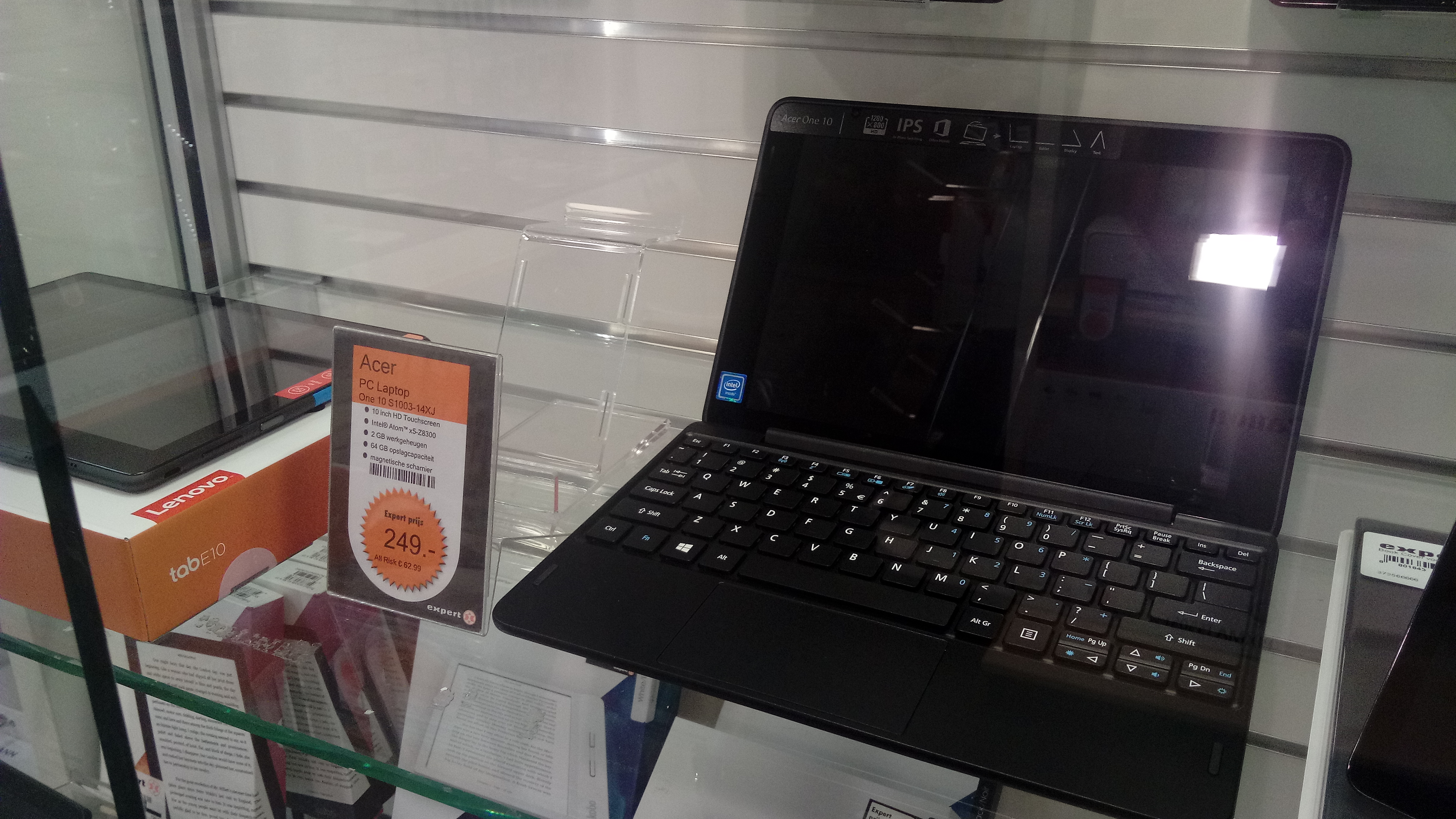
Acer One 10 S1003-14XJ 2019
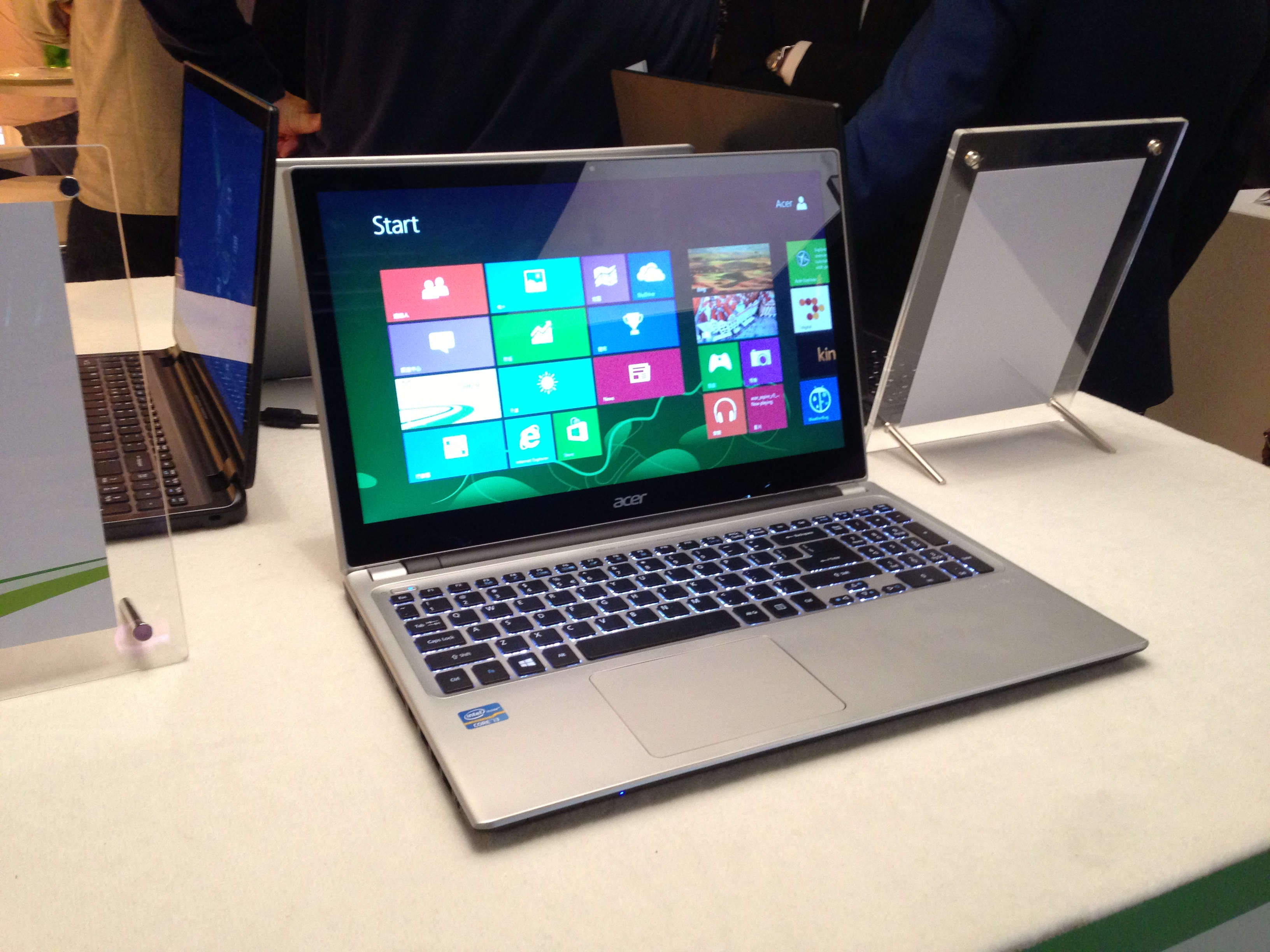
Acer Aspire V5 2012
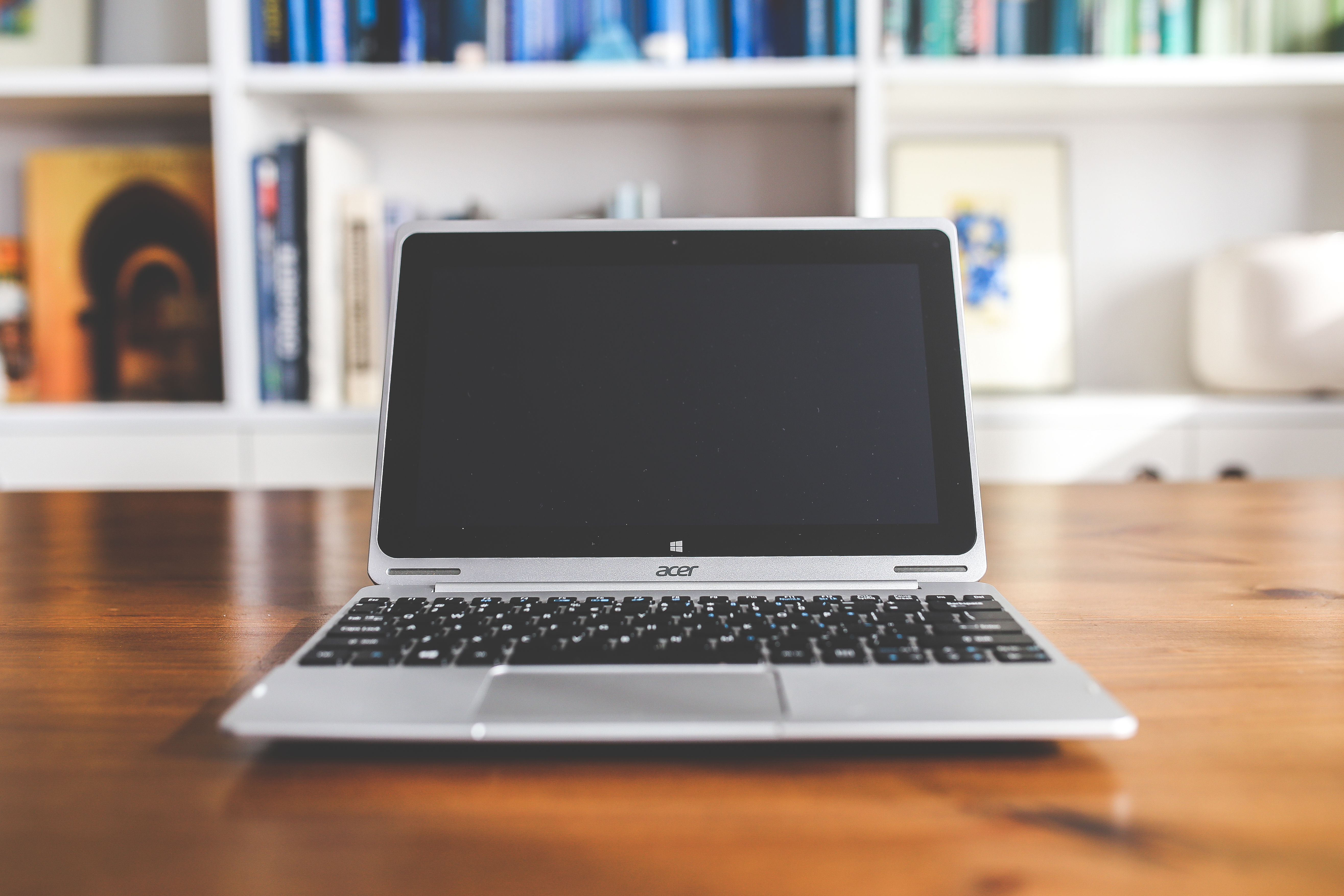
Notebook Acer
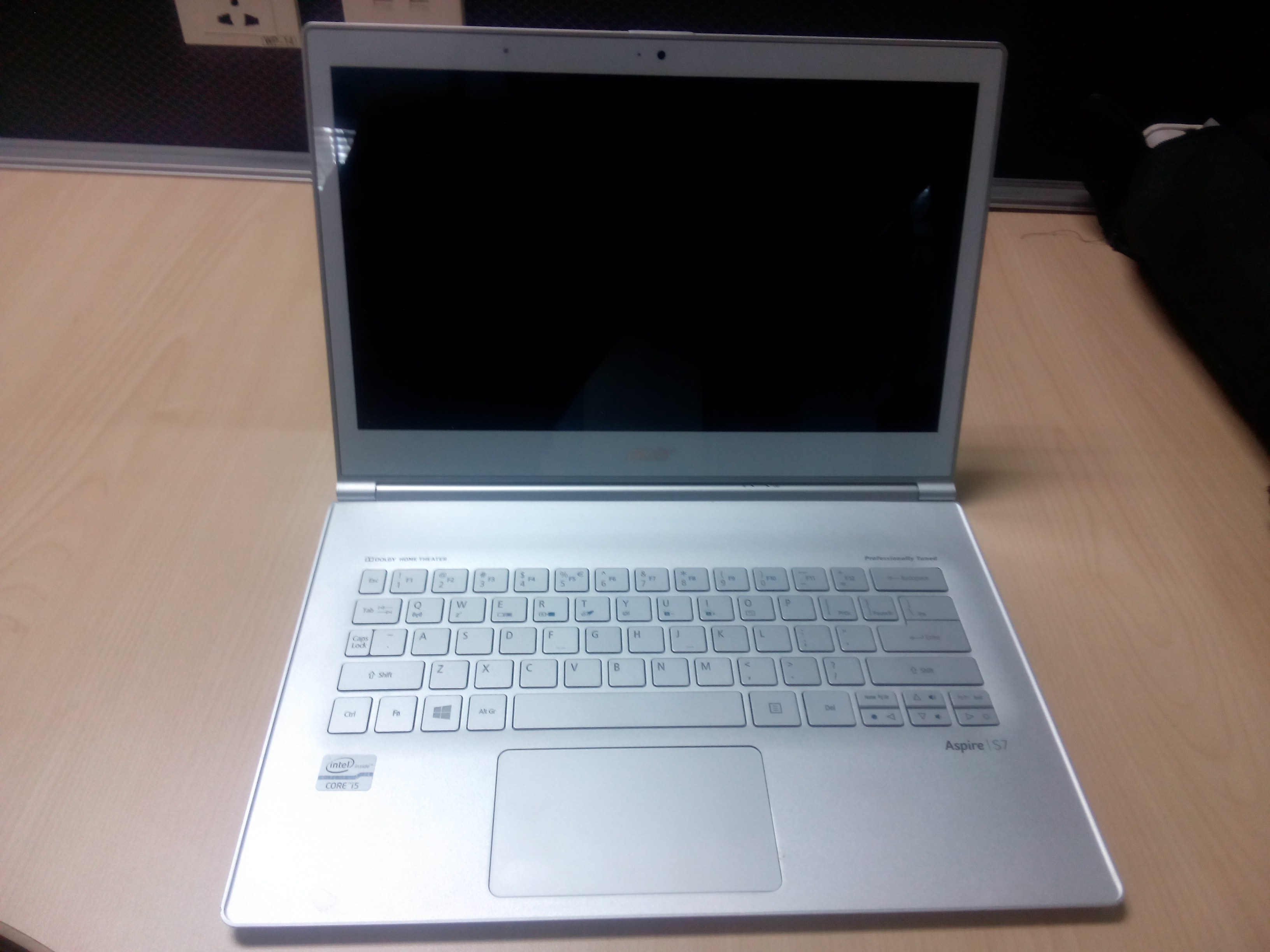
Acer Aspire S7-391 2014
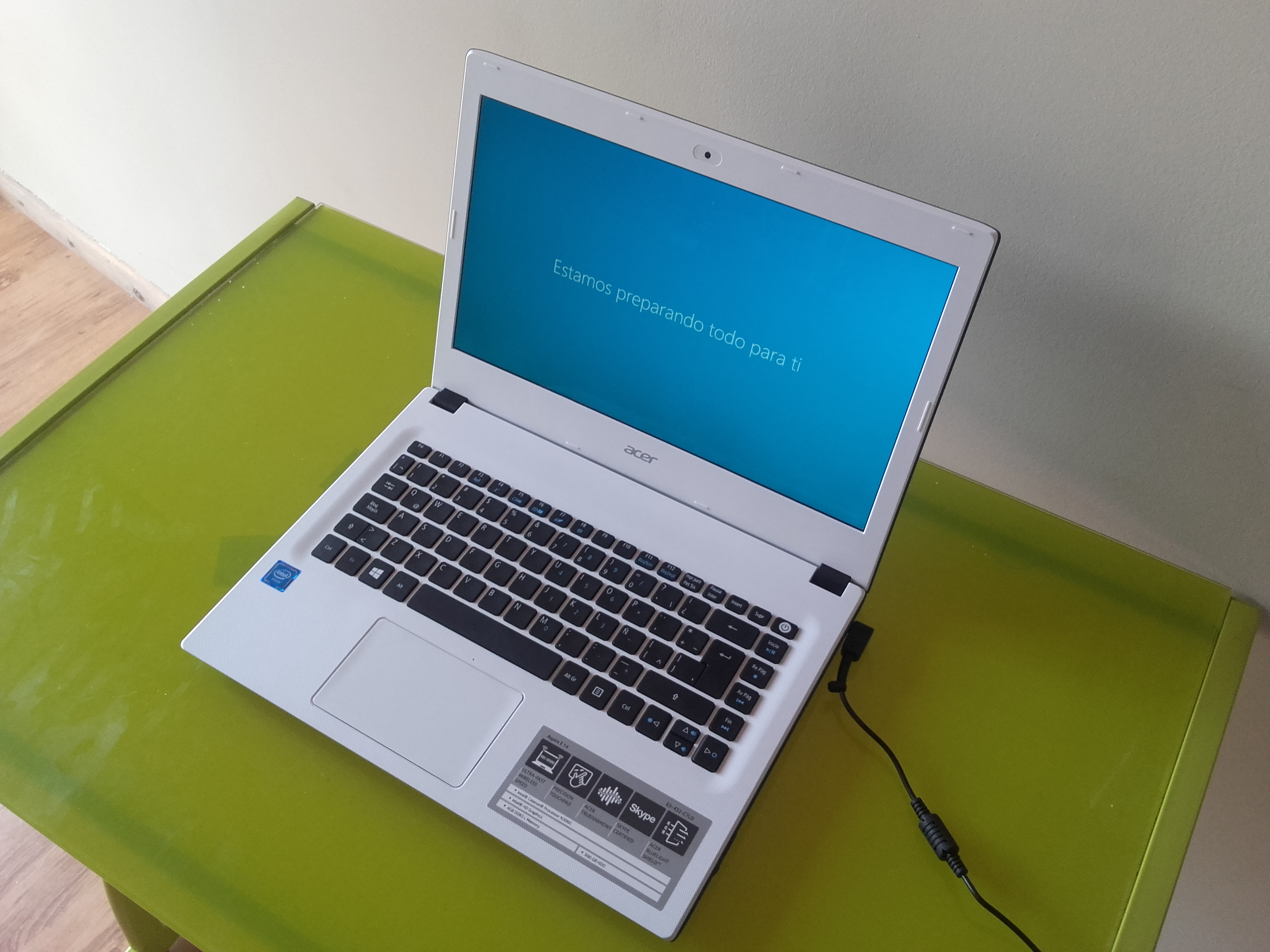
Acer Aspire E5-432-C7LD 2016
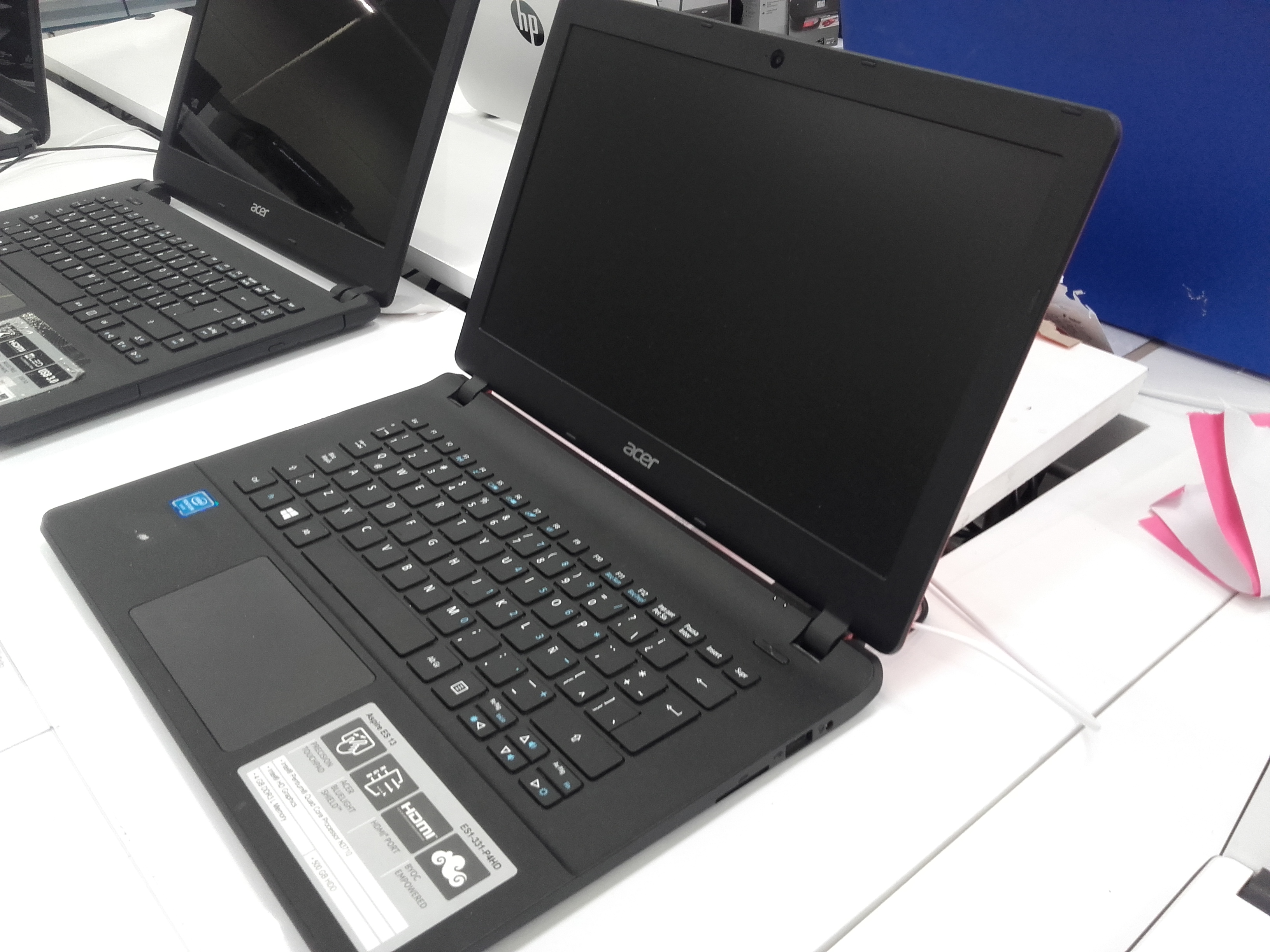
Acer Aspire ES1-331-P4HD 2016
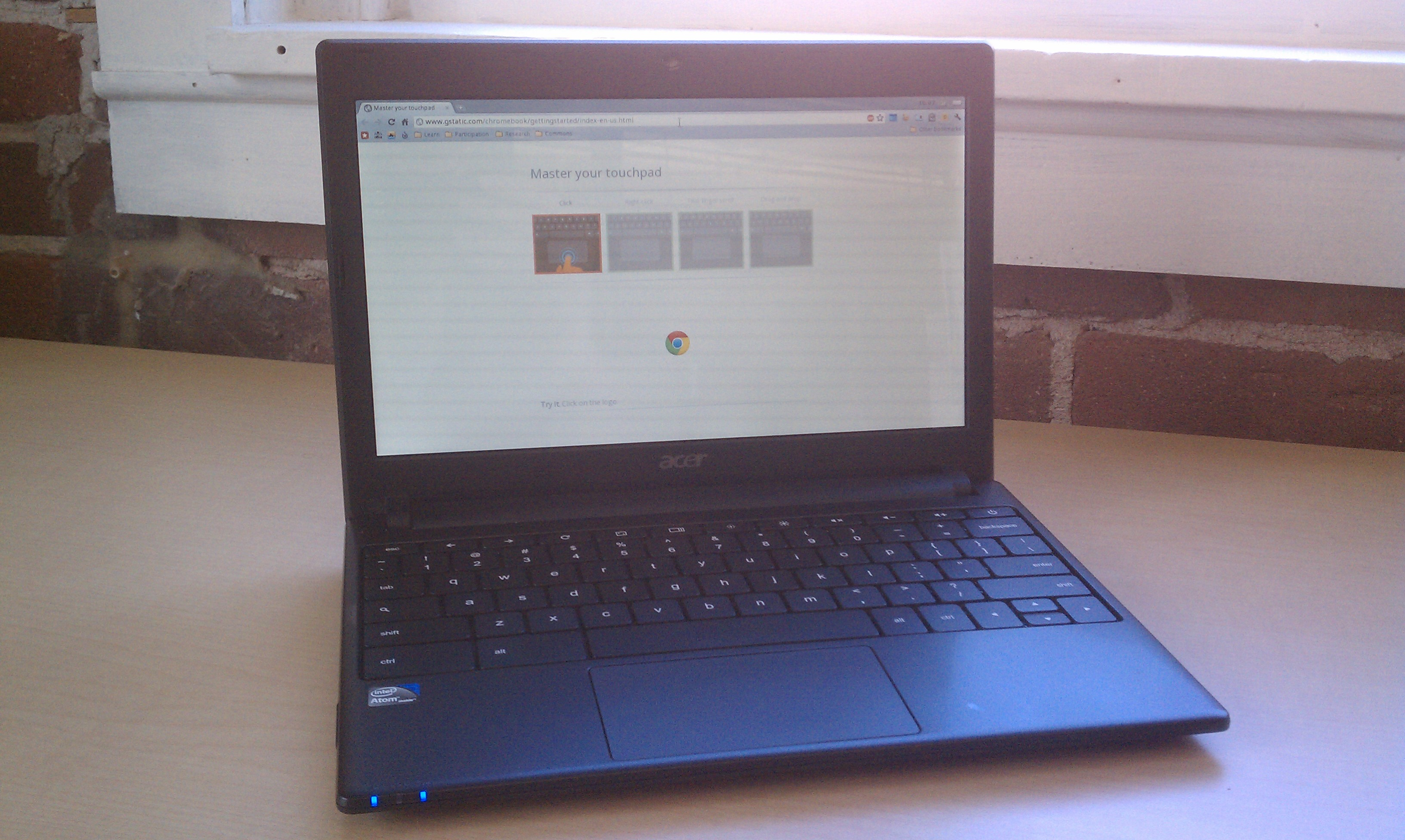
Acer Chromebook
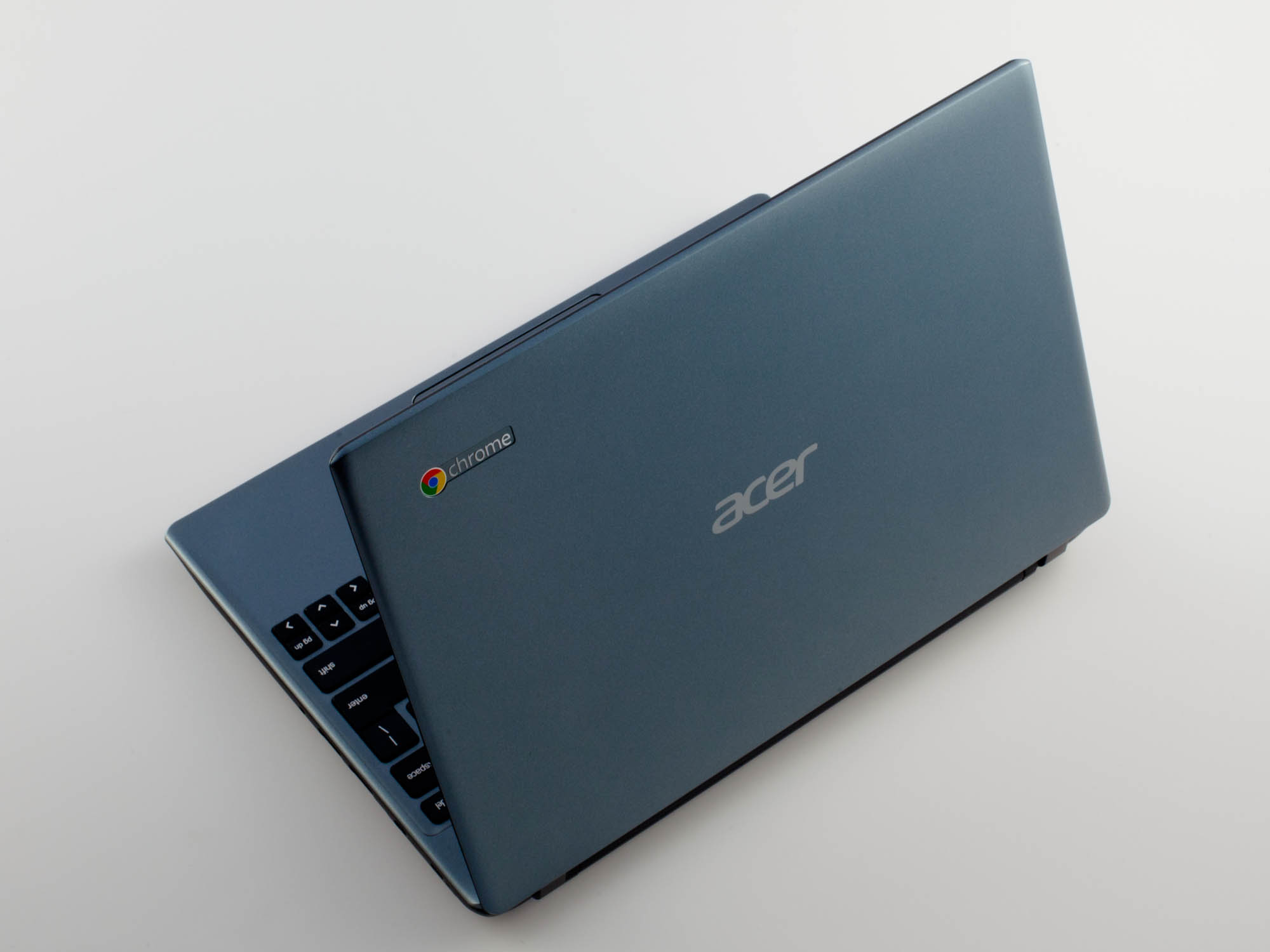
Acer Chromebook C7
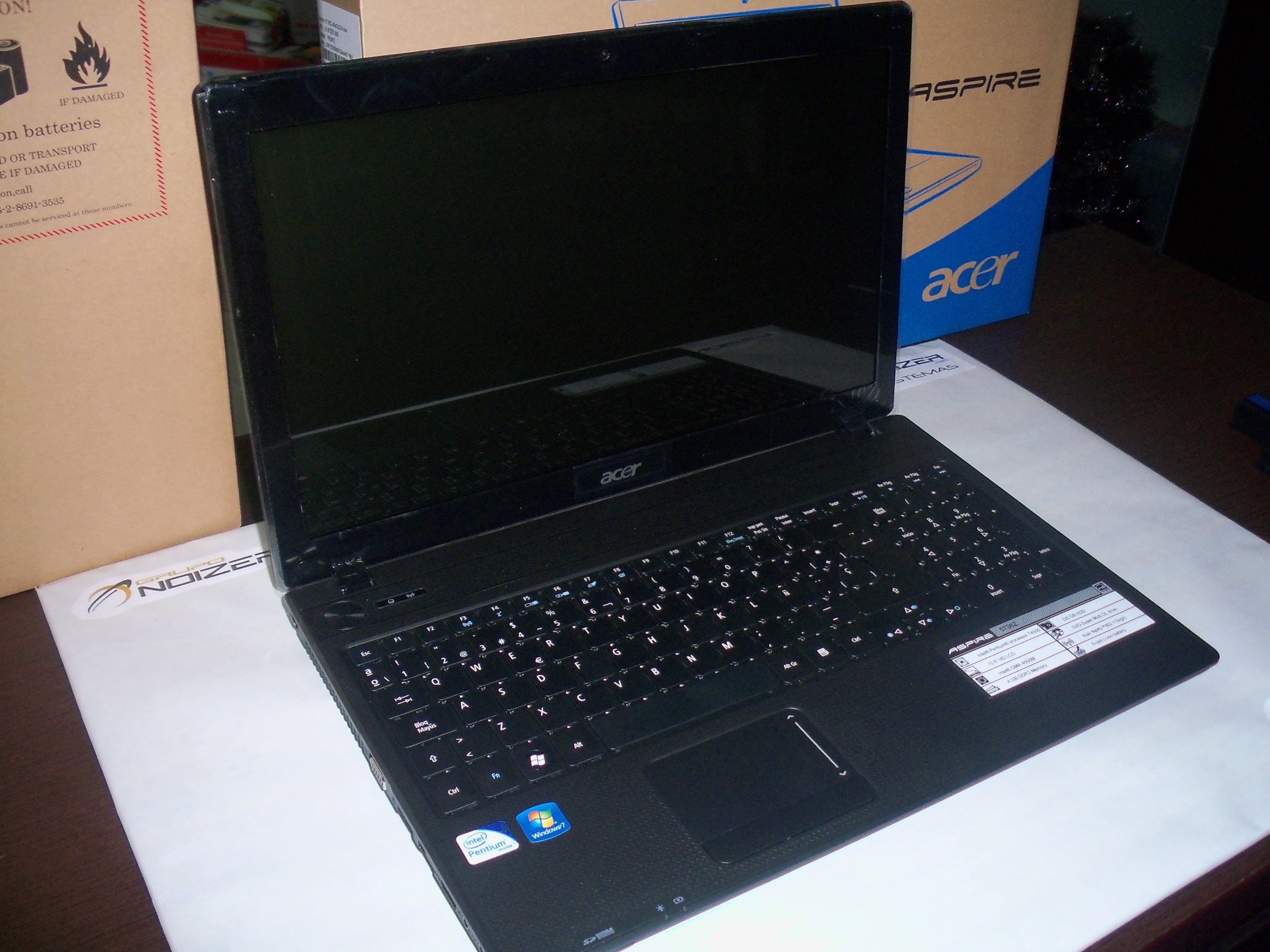
Acer Aspire 5736Z 04
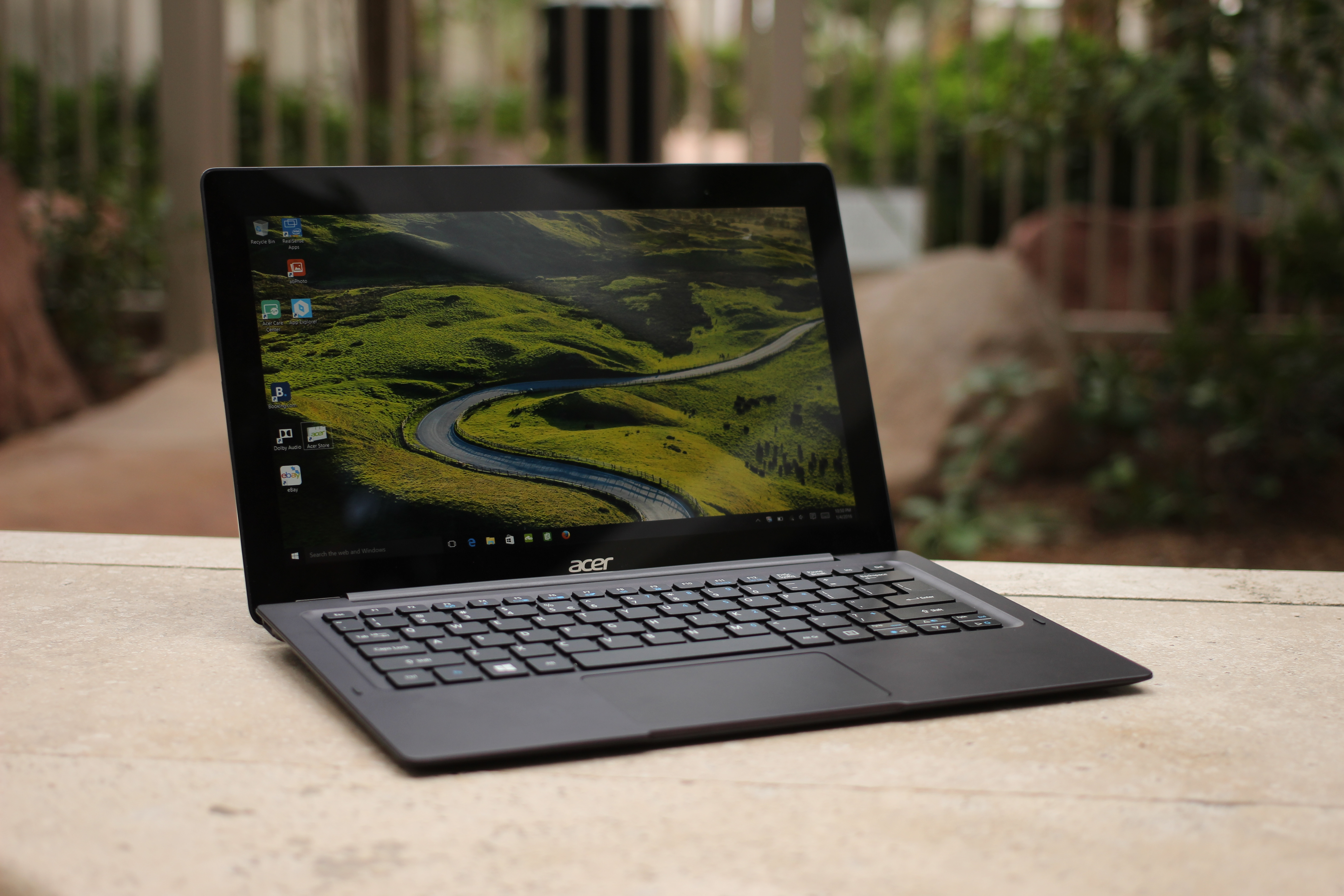
Acer Aspire Switch 12 S
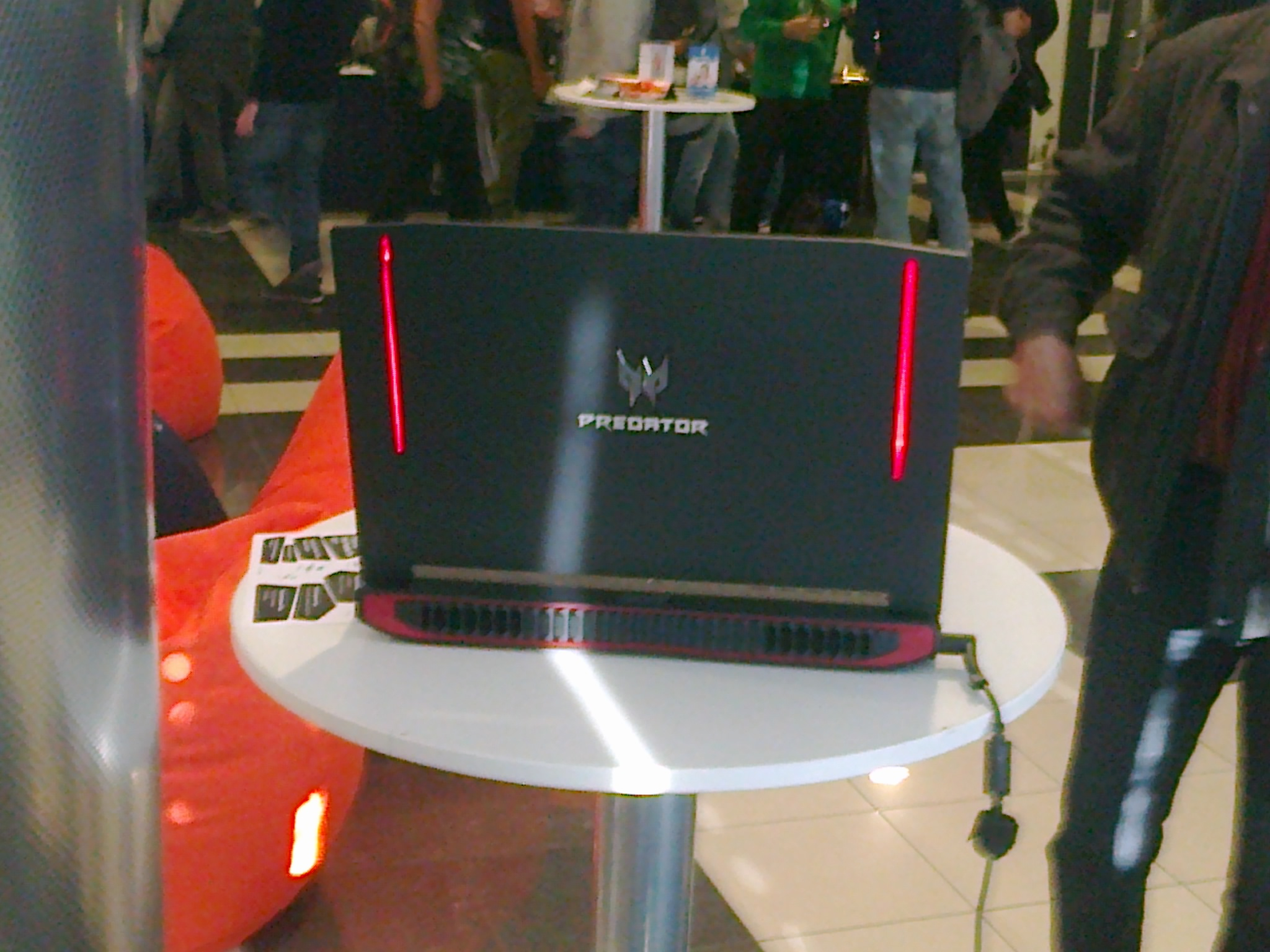
Acer Predator Triton